# Legio XV Primigenia

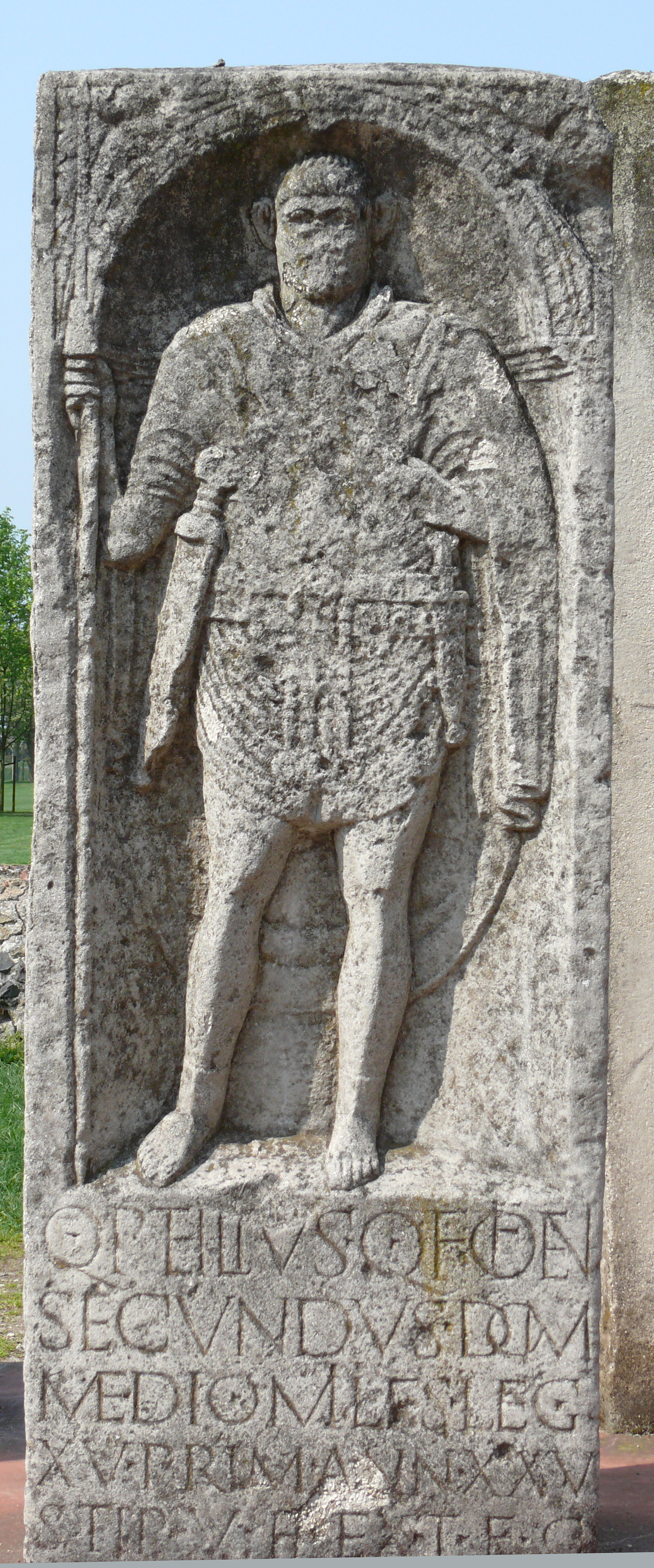
Grabstein des Legionärs Quintus Petilius Secundus (Kopie aus dem Archäologischen Park Xanten)

Die Legio XV Primigenia war eine Legion der römischen Armee, die vermutlich von 39 bis 70 n. Chr. bestand. Der Name Primigenia (lat.: die Ursprüngliche) stellt vermutlich einen Bezug zu einer Erscheinungsform der Göttin Fortuna dar – der im Hauptheiligtum in Praeneste verehrten Fortuna Primigenia.

## Geschichte der Legion

### Mogontiacum

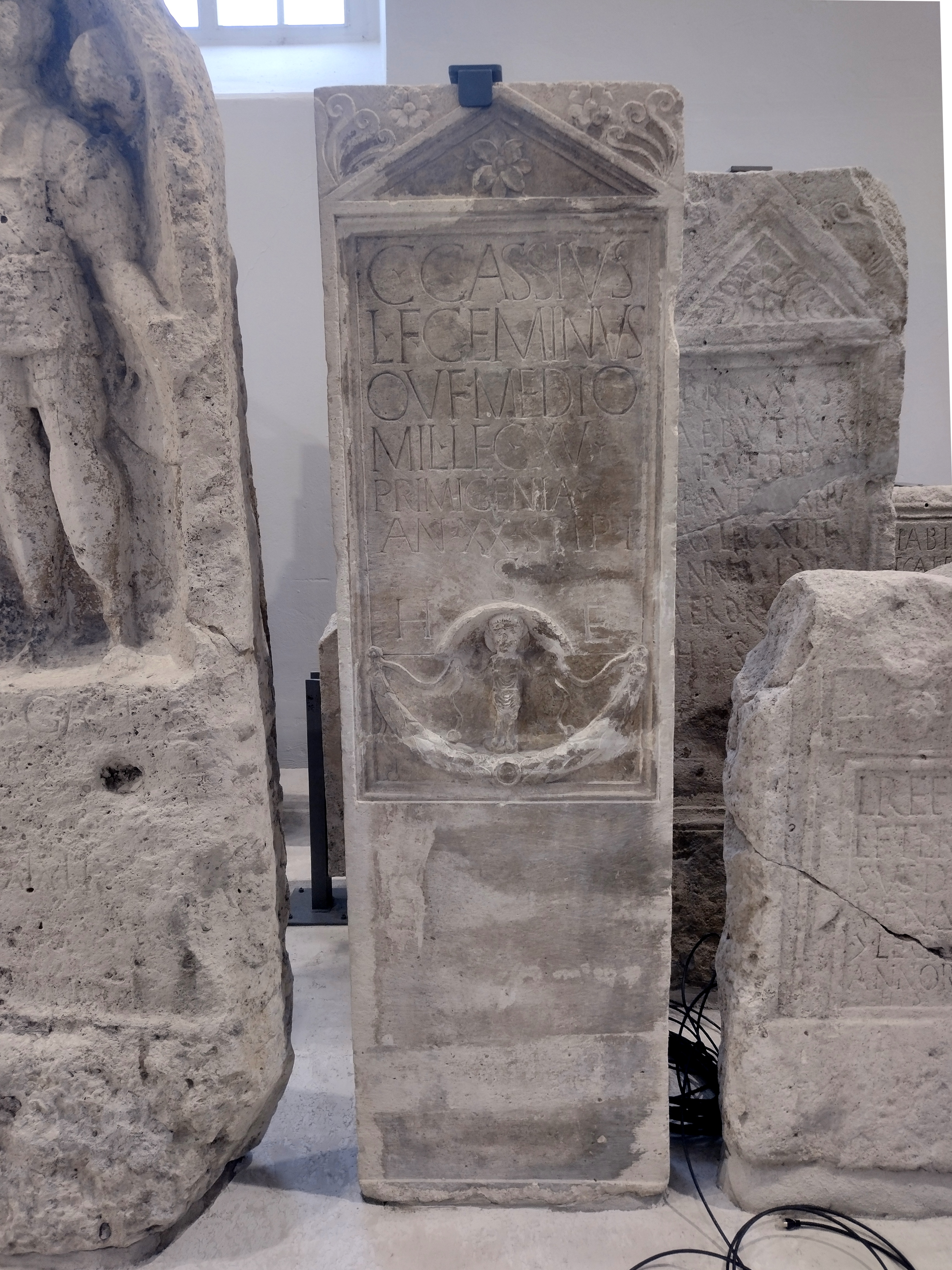
Grabstein des Gaius Cassius Geminus aus Mediolanum, Soldat der Legio XV Primigenia, Mitte des 1. Jahrhunderts, gefunden in Mainz-Weisenau, heute in der Steinhalle des Landesmuseums Mainz

Die Legio XV Primigenia wurde gemeinsam mit der Legio XXII Primigenia von Caligula (37–41) im Jahr 39 für seinen Feldzug in Germania aufgestellt. Im Herbst 39 marschierten beide Legionen über die Alpen. Sie verstärkten mit der Legio IIII Macedonica die Legio XIIII Gemina und Legio XVI Gallica in der Provinz Germania superior. Die Kämpfe gegen die rechtsrheinischen Chatten waren offenbar verlustreich, denn etliche Legionäre starben in ihrem ersten Dienstjahr. Die XV Primigenia war knapp vier Jahre lang in ihrem Hauptlager Mogontiacum (Mainz-Weisenau) stationiert. Teile der Legion waren zumindest zeitweilig in Borbetomagus (Worms).

### Vetera
Nach der Eroberung Britanniens im Jahr 43 wurde die römische Armee von Claudius (41–54) neu gruppiert. Die Legio XXI Rapax wurde in Vetera (Xanten) durch die Legio XV Primigenia abgelöst. Die XV Primigenia wurde in der linken Lagerhälfte einquartiert, während die Legio V Alaudae die „vornehmere“ rechte Seite belegt hatte. Zu dieser Zeit begann der Ausbau Veteras mit ersten Steingebäuden, wofür die XV Primigenia nordwestlich des Lagers eine Ziegelei betrieb.
Gnaeus Domitius Corbulo wurde 47 Armeebefehlshaber in Germania inferior und somit Oberbefehlshaber der Legio XV Primigenia. Die neue Aufgabe war schwierig, Corbulo hatte sich mit größeren Rebellionen der germanischen Stämme der Friesen und Chauken auseinanderzusetzen. Während seines Aufenthalts in Germanien befahl er den Bau des Fossa Corbulonis („Kanal des Corbulo“), eines Kanals zwischen den Flüssen Rhein und Maas. Der Kanal verband Voorburg, den Hauptort der Cananefaten, mit Matilo (Leiden). Am Rhein wurden zu dieser Zeit mehrere Befestigungsanlagen gebaut.

### Vierkaiserjahr
Im Frühjahr 68 erhob sich Gaius Iulius Vindex und Servius Sulpicius Galba gegen Kaiser Nero (54–68). Die Niedergermanischen Truppen (I Germanica, V Alaudae, XV Primigenia und XVI Gallica) verhielten sich „kaisertreu“ und schlugen Gaius Julius Vindex. Die Legionäre erwarteten eine Belohnung, doch Nero beging im Juni 68 Selbstmord und Galba wurde als neuer Kaiser anerkannt. Zunächst schlossen sich die Legionen Galba an, doch bald erhoben die Truppen der Germania Inferior ihren Kommandanten Vitellius zum Imperator. Teile der „germanischen“ Legionen marschierten im Januar des Vierkaiserjahres 69 gegen Rom. Vitellius’ Anhänger besiegten Otho, den Nachfolger des ermordeten Galba in der Ersten Schlacht von Bedriacum und verhalfen Vitellius auf den Thron. Vitellius wurde noch im selben Jahr von Vespasian in der Zweiten Schlacht von Bedriacum besiegt und gestürzt.

### Bataveraufstand
Zur selben Zeit wurden die in Niedergermanien zurückgebliebenen Teile der Legio XXII Primigenia in den Bataveraufstand verwickelt.
Als Vitellius in den Stammesgebieten der Bataver und der Cananefaten von diesen als willkürlich empfundene Aushebungen durchführte, um seine Verbände für die bevorstehenden Auseinandersetzungen mit Vespasian zu verstärken, erhoben sich die Bataver und Cananefaten gemeinsam mit den Friesen unter der Führung des batavischen Adeligen und Kommandanten einer Bataverkohorte Iulius Civilis. Dabei erweckte Civilis zunächst geschickt den Anschein, auf Seiten Vespasians gegen Vitellius in den Bürgerkrieg einzugreifen. Eine Strafexpedition der (vitellianischen) Römer unter Munius Lupercus, dem Kommandeur der Legio XV Primigenia endete in einem Desaster, da während der Schlacht die batavischen Auxiliarreiter die Seite wechselten und die ubischen und treverischen Auxiliarverbände flüchteten. Die Reste des Korps konnten sich nur unter Mühen nach Vetera retten.
Ein Entsatzheer aus Soldaten der Legio XXII Primigenia unter dem Kommando des Gaius Dillius Vocula wurde von Mogontiacum her in Marsch gesetzt, vereinigte sich in Novaesium mit der Legio XVI Gallica, wagte aber nicht, weiter in den Raum um das belagerte Vetera (Xanten) vorzudringen, sondern schlug bei Gelduba (Krefeld-Gellep) ein Lager auf. Die im Legionslager Vetera verbliebenen Truppen, Teile der Legio XV Primigenia, der Legio V Alaudae und möglicherweise der Legio XVI Gallica, kapitulierten, nachdem die Vorräte aufgezehrt waren, im März 70. Den Legionären wurde freier Abzug gewährt. Sie wurden jedoch fünf Meilen südlich Veteras von Germanen aus dem Hinterhalt überfallen und niedergemacht. Einigen wenigen gelang die Flucht zurück nach Vetera, wo sie in dem Feuer, das die Aufständischen im Zuge der Plünderung legten, umkamen.
Die Legio XV Primigenia wurde von Vespasian nicht wiederhergestellt, sondern wohl noch im Jahr 70 aufgelöst.